# Аббасиди

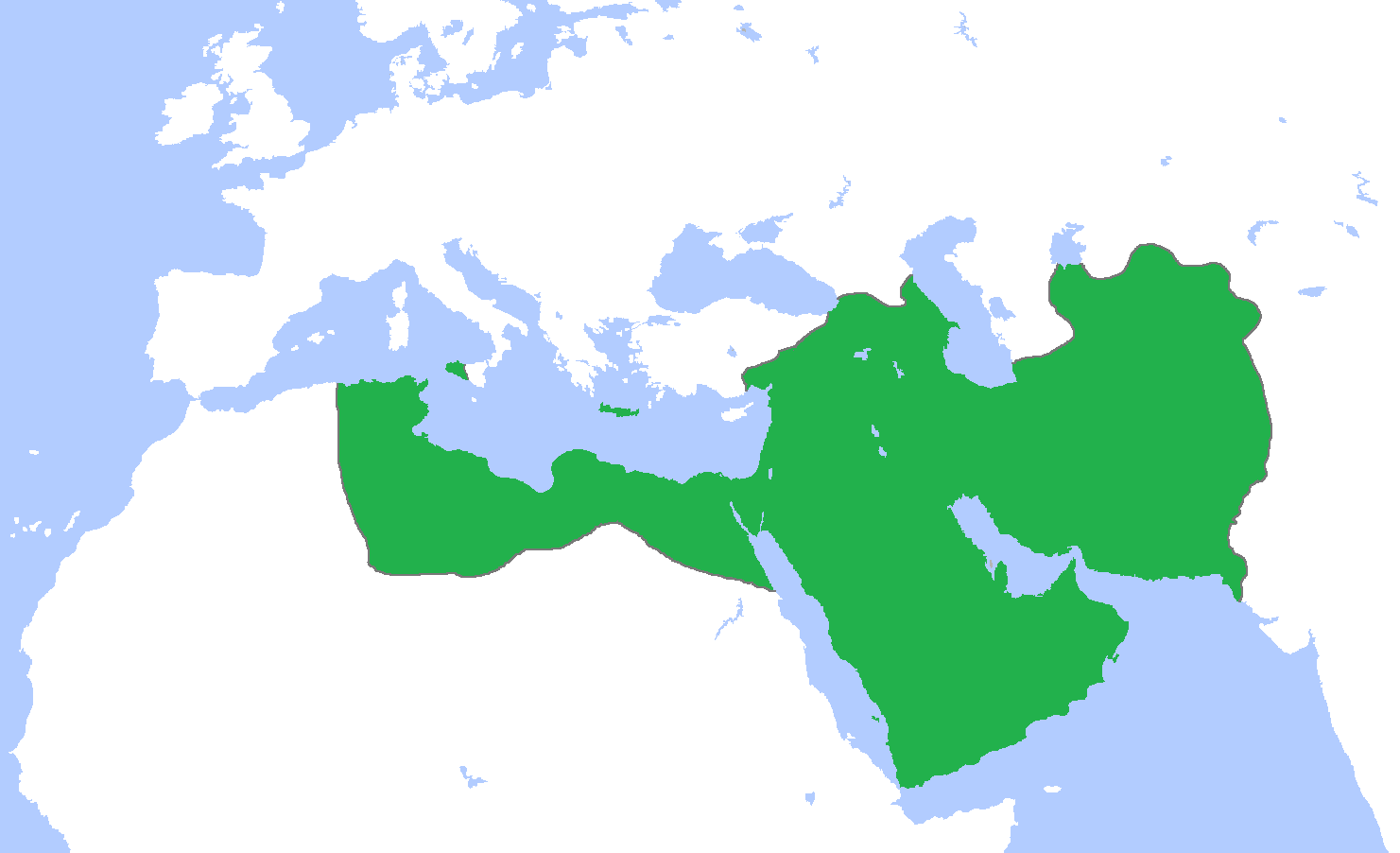
Аббасидський халіфат за часів найбільшого поширення, 850 рік.

Аббасиди (араб. العبّاسيّون) — династія арабських халіфів, започаткована Аббасом, дядьком пророка ісламу Мухаммеда, який належав до мекканського роду хашім (хашиміти). Династія Аббасидів панувала в Багдадському халіфаті з 750 року, після повалення династії Омеядів, до монгольської навали 1258 року.
Правління халіфів Аббасидів у Багдаді був періодом найбільшого розквіту середньовічної мусульманської культури. У масовій свідомості мусульман період Аббасидів є символом колишньої могутності та мусульманської єдності.

## Історія
Першими правителями мусульманського світу після арабських завоювань була династія Омеядів. Через сто років після встановлення Омеядського халіфату, в мусульманському світі відбулося повстання, яке очолили Аббасиди. Аббасиди, на відміну від Омеядів були представниками того ж клану, що й Магомет, і вели своє походження від молодшого дядька пророка, чим обґрунтовували свої претензії на правління. Початковим центром повстання було місто Мерв у Великому Хорасані (тепер Туркменістан). Повсталих підтримував арабський експедиційний корпус у Мерві, а також неарабські мусульмани, яких називали мавалі, і які вважалися другосортними людьми при Омеядах. Під час повстання вони захоплювати усіх Омеядів, яких змогли дістати та вбивали їх варварським чином. Єдиний вцілілий член королівської сім'ї Омеядів урешті-решт пробрався до Іспанії, де зарекомендував себе як незалежний емір Андалусії Абд ар-Рахман I. Єгипет також став автономний і проголосив свого халіфа. Таким чином ісламська імперія перестала бути єдиною.
Завдяки повстанню Абу Мусліма й за підтримки перського роду Бармакидів в східних областях Халіфату, Аббасиди 749 року захопили Південний Ірак, а потім і владу в Халіфаті, проголосивши себе халіфами. Столиця Халіфату була перенесена з міста Дамаск (Сирія) спочатку в Анбар, потім 762 року до Багдада (Ірак).
Аббасиди сприяли зміцненню феодальних відносин і розвитку внутрішньої та зовнішньої торгівлі, ремесел. Частину своєї влади халіфи делегували візирам, збільшився також авторитет місцевих емірів. Зросла також роль неарабських мусульман у халіфаті. Аббасиди значною мірою спиралися на перську бюрократію. Пік розквіту халіфату припав на правління Гарун аль-Рашида (правив 813—833) і Ель-Мамуна.
Найвідомішим правителем з династії Аббасидів був п'ятий халіф Гарун ар-Рашид. З 791 року до 806 року він вів тривалу війну з Візантійською імперією і здобув у ній перемогу. Деякі частини імперії намагалися здобути незалежність, та Гарун ар-Рашид придушив ці спроби. Незважаючи на війни, він знаходив час на підтримку освіти й мистецтва, яке зазнало впливу перського, грецького, арабського та індійського стилів. Багдад став всесвітнім центром астрономії, математики, географії, медицини, правознавства та філософії. Життя багдадського халіфського палацу оспівується у циклі «Тисяча й одна ніч», яким досі насолоджуються читачі.
У період «золотого віку» в Багдаді було засновано Будинок Мудрості, який ставив собі за мету зібрати й перекласти арабською мовою все знання світу. Завдяки Дому Мудрості араби зібрали значну кількість наукових творів античності.
Пізніше династія втратила колишню владу, і халіфи були тільки релігійними лідерами мусульман, фактичну владу здійснювали везири (міністри). Посилення феодального гніту викликало численні народні повстання проти Аббасидів. У результаті цього династія Аббсидів в 9 сторіччі ослабла. Остаточно вона була знищена 1258 року монгольською навалою. Армія монгольського полководця Хулагу-хана спалила Багдад, а халіфат перестав існувати.
1261 року єгипетський султан Бейбарс для надання своїй владі релігійного авторитету запросив до Каїра одного з уцілілих Аббасидів, проголосивши його халіфом, але в Єгипті Аббасиди вже не мали реальної влади. Після завоювання Єгипту турками 1517 року османський султан Селім І перевіз до Стамбула останнього халіфа Мутаваккіла, який, за легендою, начебто передав османським султанам свої права на Халіфат.

## Халіфи
Халіфи Аббасидської династії та роки їхнього правління:
- Абу-ль-Аббас ас-Саффах 750—754
- Мансур 754—775
- Махді 775—785
- Хаді 785—785
- Гарун-ар-Рашид 786—809
- аль-Амін 809—813
- Мамун 813—833
- аль-Мутасім 833—842
- аль-Ватік 842—847
- аль-Мутеваккіль 847—861
- Мунтасір 861—862
- Мустаїн 862—866
- Мутазз 866—869
- Мухтаді 869—870
- Мутамід 870—892
- Мутадід 892—902
- Муктафі 902—908
- Муктадір 908—932
- Кахір 932—934
- Раді 934—940
- Муттакі 940—944
- Мустакфі 944—946
- Муті 946—974
- Таї (халіф) 974—991
- Кадір 991—1031
- аль-Каїм (халіф) 1031—1075
- Муктаді 1075—1094
- Мустазхір 1094—1118
- Мустаршид 1118—1135
- Рашид 1135—1136
- Муктафі 1136—1160
- Мустанджід 1160—1170
- Аль-Мустаді 1170—1180
- Насір 1180—1225
- Захір (халіф) 1225—1226
- Аль-Мустансір 1226—1242
- Аль-Мустасім 1242—1258